# Claire Holt
Claire Rhiannon Holt (Brisbane, 11 giugno 1988) è un'attrice e modella australiana naturalizzata statunitense.
Ha raggiunto la fama internazionale grazie ai ruoli nelle serie televisive H2O, The Vampire Diaries e The Originals e il film 47 metri.

## Biografia
Claire Rhiannon Holt nasce e cresce a Brisbane, Ha due sorelle e un fratello. Studia inizialmente per diventare un medico, ma inizia ad apparire in alcune pubblicità per guadagnare qualche risparmio e, dopo aver lavorato brevemente come modella, decide di diventare un'attrice. Successivamente, studia recitazione in una scuola privata. Ha praticato pallanuoto a livello agonistico. Si è diplomata nel 2005 alla Stuartholme School di Toowong, Brisbane ed è cintura nera di Taekwondo.

### Carriera
Ottiene il suo primo ruolo interpretando Emma Gilbert in H2O, dal 2006 al 2009. Nel 2008 è impegnata nelle riprese del film cinematografico Messengers 2 - L'inizio della fine di Martin Barnewitz, seguito del film The Messengers, nel quale interpreta la protagonista. Nell'estate 2010 gira il film per la televisione Mean Girls 2, sequel di Mean Girls, mentre nel 2011 interpreta il ruolo ricorrente di Samara Cook in Pretty Little Liars. Durante il casting per la serie televisiva The Secret Circle, viene scritturata per apparire nei panni della vampira Rebekah Mikaelson,  in The Vampire Diaries, ruolo che ricopre anche nella prima stagione dello spin-off della serie e nelle seguenti , intitolato The Originals. Tornerà sul grande schermo con il film Blue Like Jazz di Steve Taylor, basato sull'omonimo romanzo di Donald Miller. A luglio 2014 entra a far parte della serie televisiva Aquarius nel ruolo della poliziotta Charmain Tully.

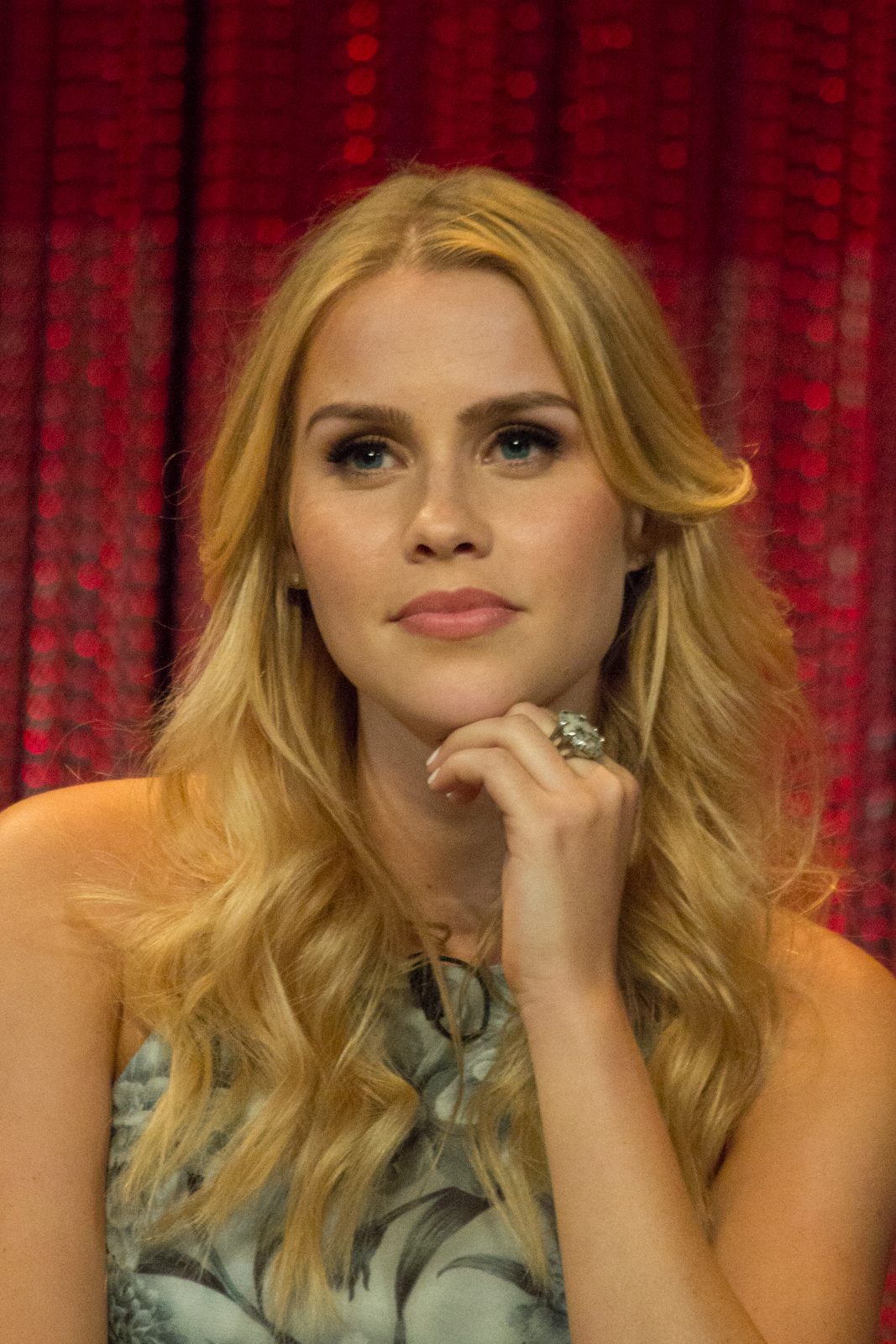
Claire Holt al Paley Fest 2014

Nel 2017 è protagonista del thriller 47 metri, diretto da Johannes Roberts, e in cui recita accanto a Mandy Moore e Matthew Modine. Nel 2019 recita in due nuovi film, A Violent Separation e The Divorce Party. Nel 2021 torna a interpretare Rebekah Mikaelson nella serie spin-off di the Originals, Legacies. Nello stesso anno recita nel film Untitled Horror Movie e sempre nel giugno dello stesso anno disegna una collezione per il brand Andie Swim.

## Vita privata
Nel luglio 2015 annuncia il fidanzamento col produttore televisivo Matt Kaplan, suo fidanzato di lunga data, con cui si sposa il 28 aprile 2016 in una cerimonia privata. Il 27 aprile 2017 Matt Kaplan chiede il divorzio, citando "differenze inconciliabili". La Holt ha successivamente presentato una risposta il 2 maggio, chiedendo anche di cambiare il suo nome da Kaplan a Holt.
Il 3 dicembre 2017 annuncia il fidanzamento con l'immobiliarista Andrew Joblon. Il 4 marzo 2018, comunica di aver avuto un aborto spontaneo. La coppia si sposa il 18 agosto 2018. Hanno tre figli: James nato il 28 marzo 2019, Elle Madeline, nata il 12 settembre 2020 e Ford Matthew, nato il 9 novembre 2023.
Il 21 novembre 2019 ha annunciato di essere diventata cittadina statunitense.

## Filmografia

### Cinema
- Messengers 2 - L'inizio della fine (Messengers 2: The Scarecrow), regia di Martin Barnewitz (2009)
- Blue Like Jazz, regia di Steve Taylor (2012)
- 47 metri (47 Meters Down), regia di Johannes Roberts (2017)
- The Divorce Party, regia di Hughes William Thompson (2019)
- A Violent Separation, regia di Michael Goetz e Kevin Goetz (2019)
- Untitled Horror Movie, regia di Nick Simon (2021)
- Painted Beauty, regia di Rob Prior (2021)

### Televisione
- H2O  (H2O: Just Add Water) – serie TV, 52 episodi (2006-2008)
- Mean Girls 2, regia di Melanie Mayron – film TV (2011)
- Pretty Little Liars – serie TV, 5 episodi (2011)
- The Vampire Diaries – serie TV, 38 episodi (2011-2015)
- The Originals – serie TV, 38 episodi (2013-2018)
- Aquarius – serie TV, 22 episodi (2015-2016)
- Doomsday, regia di Joachim Rønning – film TV (2017)
- Legacies – serie TV, episodi 4x5 e 4x15 (2021-2022)
- Based on a True Story – serie TV, episodio 1x05 (2023)

## Videografia
- The Madden Brothers - We Are Done (2014)
- Dunstin Lynch - Small Town Boy (2017)

## Riconoscimenti
- 2014 – Teen Choice Awards
  - Candidatura – Miglior attrice televisiva per The Originals[25]

## Doppiatrici italiane
Nelle versioni in italiano dei suoi lavori, Claire Holt è stata doppiata da:
- Valentina Favazza in The Vampire Diaries, The Originals, Legacies, Aquarius, 47 metri
- Letizia Ciampa in Messengers 2 - L'inizio della fine
- Eleonora Reti in Pretty Little Liars
- Virginia Brunetti in Mean Girls 2
- Sabrina Duranti in The Vampire Diaries (ep. 3x03)
- Ilaria Latini in H2O
- Emanuela Ionica in Based on a True Story